# Carol Kenyon
Carol Kenyon (née en 1959) est une chanteuse britannique. Elle est surtout connue pour la chanson à succès de Heaven 17 "Temptation", qui a atteint le numéro deux dans le UK Singles Chart en 1983. Lorsque la chanson a été rééditée en tant que remix par Brothers in Rhythm en 1992, avec à nouveau la voix de Carol, elle a fait le numéro 4. Elle a également figuré sur le tube de Paul Hardcastle "Don't Waste My Time", qui a atteint le numéro 8 en 1986.

## Jeunesse
Alors qu'elle n'était encore qu'une enfant, elle a été encouragée à chanter et à danser. Elle a pris des cours et a participé à des concours de festivals artistiques. Elle jouait déjà du piano. Elle aimait écouter la collection de disques de jazz que son père avait.
Elle chantait avec une chorale scolaire lors d'un festival de musique à Harrow. Un jeune musicien qui y figurait également, Guy Barker, l'a entendue. Il l'a encouragée à travailler plus sérieusement sur le chant.
Finalement, Barker l'a encouragée à assister à un engagement du National Youth Jazz Orchestra (NYJO). Là, après l'avoir entendue chanter, le NYJO l'a engagée, en tant que première chanteuse régulière du groupe. Elle n'avait alors que 14 ans.

## Carrière
Bien que principalement connue comme chanteuse de studio sur de nombreux albums et singles par une variété d'artistes éminents, ainsi que dans de nombreux concerts, Carol a également sorti plusieurs singles en tant qu'artiste solo. Son premier single était "Warrior Woman" qui est sorti sur A&M Records en 1984.
Ses premières performances étaient dans le cadre de l'Orchestre national de jazz des jeunes. Elle a également chanté avec Go West, Duran Duran, Kylie Minogue, Mike Oldfield, Jon et Vangelis, Pet Shop Boys, Gary Moore, Dexys Midnight Runners, Pink Floyd, Tommy Shaw, Roger Waters, Morrissey-Mullen, Tears for Fears, Rapino Frères, Paul Hardcastle, Ultravox et Van Morrison. En 1993, Kenyon est apparu avec David Suchet dans la nouvelle d'Agatha Christie sur Poirot, Yellow Iris.

## Discographie solo
- Warrior Woman (1984)
- Dance With Me (1984)
- Give Me One Good Reason (1987)
- Fascinating (1988)
- Never Let Me Go (1990)

## Discographie en tant que choriste
- 1981: Elle a chanté la chanson gagnante au Castlebar Song Contest "I Wasn't Born Yesterday" écrite par Miki Antony & Robin Smith[1]
- 1981: Chœurs avec Jon & Vangelis sur leur album The Friends of Mr Cairo
- 1982: Chœurs avec Chris Rea Chris Rea
- 1982: Chant Morrissey–Mullen sur l'album Life on the Wire
- 1982: Chant Dexys Midnight Runners sur l'album Too-Rye-Ay

- 1983: Chant Heaven 17 sur leur single "Temptation"
- 1984: Duo Tommy Shaw sur son album solo Girls with Guns sur Outside in the Rain
- 1984: Chœurs avec Vangelis/Demis Roussos sur l'album Reflection
- 1984: Chœurs avec Van Morrison sur son album Live at the Grand Opera House Belfast
- 1984: Chant Malcolm McLaren sur le single "Madame Butterfly" de son album Fans
- 1986: Chant Paul Hardcastle single "Don't Waste My Time" (UK #8)
- 1986: Chœurs sur l'album Into the Light de Chris de Burgh
- 1986: Chœurs avec Nik Kershaw sur son album Radio Musicola
- 1986: Chœurs Ultravox sur Same Old Story et The Prize
- 1986: Chœurs Trouble in Paradise by Anri
- 1988: Chœurs sur l'album My Nation Underground de Julian Cope
- 1988: Chœurs Anderson Bruford Wakeman Howe Anderson Bruford Wakeman Howe
- 1989: Chant Mike Oldfield sur le single "Nothing But" de l'album Earth Moving
- 1989: Chœurs The Seeds of Love de Tears for Fears
- 1989: Chœurs Vigil in a Wilderness of Mirrors de Fish
- 1989: Chœurs Results de Liza Minnelli
- 1989: Chœurs Swamp de Phil Thornalley
- 1989: Chœurs Avalon Sunset de Van Morrison
- 1990: Chœurs "Peace of Mind" de Breathe
- 1990: Chœurs Naked Thunder de Ian Gillan
- 1990: Chœurs In ogni senso de Eros Ramazzotti
- 1990: Backing vocals on the album Liberty de Duran Duran
- 1990: Chœurs Behaviour de Pet Shop Boys
- 1991: Chœurs Real Life de Simple Minds
- 1991: Chœurs No Place Like Home de Big Country
- 1991: Chœurs Hymns to the Silence de Van Morrison
- 1991: Chœurs Let's Get to It de Kylie Minogue
- 1991: Chœurs Auberge de Chris Rea
- 1992: Chœurs After Hours de Gary Moore
- 1994: Chœurs The Division Bell de Pink Floyd
- 1995: Chœurs Alternative des Pet Shop Boys
- 1996: Chœurs Soft Vengeance de Manfred Mann's Earth Band
- 1996: Chœurs Universal de Orchestral Manoeuvres in the Dark
- 1997: Chœurs The Big Picture de Elton John
- 1999: Chœurs Nightlife des Pet Shop Boys
- 2001: Chœurs David Gilmour au concert Meltdown festival et le DVD correspondant David Gilmour in Concert
- 2002: Chœurs Roger Waters' In the Flesh tour
- 2005: Avec Pink Flotd Live 8 concert, à Londres au  Hyde Park
- 2006–2008: Chœurs pour Roger Waters' Dark Side of the Moon Live pour la tournée mondiale (incluant son apparition au concert du Live Earth 7 Juillet 2007, Giants Stadium, East Rutherford, NJ)